# Цветан Марангозов
Цветан Николаев Марангозов е български писател, поет и драматург, който по време на емиграцията си в Германия става автор (сценарист, продуцент, режисьор, автор на музиката, актьор) на множество игрални, документални и телевизионни филми.

## Биография
Роден е на 3 октомври 1933 г. в София в семейството на архитекта и поет Николай Марангозов. Майка му е германка. През 1951 г. е осъден за опит за бягство през граница. Войник (1953 – 56). Пише разкази, драматургия, романа „Безразличният“ (1957 – 60). През 1960 г. заминава в Германия на гости на майка си, но вместо в Хамбург, спира в Мюнхен и остава там. През 1960 – 1991 г. пише пиеси за радио и телевизия, автор е на сценарии, режисьор на игрални филми. Част е от мюнхенския електронен авангард.
Сред филмите му е 162-минутен документален филм за гуруто на германския авангард Йозеф Бойс.
Участва и в работата по серии от мащабния и много успешен телевизионен кримисериал „Случай за двама“: сценарист на седем от епизодите, режисьор на един епизод, актьор в един епизод.
През 1991 г. се завръща в България. През периода 1991 – 1996 г. публикува седем книги с поезия. През 1997 г. пиесата му „Гъбата“ е поставена в Народния театър „Иван Вазов“.
Представлява България на 25-о биенале за съвременно изкуство в Сао Пауло с филма си „Видеоконцепт IV“.
Умира на 87-годишна възраст в къщата си в село Полковник Серафимово край Смолян.

## Признание
През 2001 г. Институтът за литература при БАН организира научна конференция, посветена на творчеството на Марангозов.
На 19 ноември 2010 г. в Нов български университет е организирана втора научна сесия, посветена на творчеството му – „Цветан Марангозов в литературата, политиката, театъра и киното“.
През ноември 2008 г. филмовият клуб „813“ в Кьолн му посвещава първа цялостна ретроспектива в Германия (със заглавие „Маран Гозов – българин в Швабинг“) с прожекция на множество късометражни филми и на петте му пълнометражни игрални филма. По този повод Марангозов присъства на специална вечер в Кьолн на 15 ноември 2008 г.
През 2016 г. в Гьоте-институт в София е организирана кинопанорама „Кратки филми от 60-те и 70-те години от Мюнхен“ с филмите на Цветан Марангозов като част от Софийския международен филмов фестивал. Кинопанорамата е курирана от Бернхард Марш.

## Филмография
Пълнометражни филми (сценарист и режисьор)
- 1967 – Engelchen – oder die Jungfrau von Bamberg
- 1968 – Bengelchen liebt kreuz und quer
- 1968 – Zuckerbrot und Peitsche
- 1969 – Der Kerl liebt mich – und das soll ich glauben?
- 1972 – Wonnekloss

Късометражни филми (сценарист, режисьор и продуцент)
- 1965 – Antiquitäten
- 1965 – Das Denkmal
- 1965 – Iris auf der Bank
- 1965 – … und dann Bye bye
- 1965 – Unterwegs aka Nach Frankfurt
- 1966 – Power Slide (Kurz- & Langfassung)
- 1967 – Sabine 18
- 1967 – Pfeiffer
- 1967 – Harte Arbeit (= Kurzfassung von Pfeiffer)
- 1968 – Der Alte
- 1968 – Kino
- 1969 – Just happened
- 1969 – Ciao Onassis
- 1969 – Tana
- 1970 – Der lange Marsch
- 1970 – Jimi
- 1970 – Jaros
- 1970 – Das Silo
- 1970 – Schöner Abschied
- 1971 – Deutschunterricht
- 1971 – Samson + Renate
- 1972 – Horror in Tirschenreuth
- 1972 – Gloria Savoy
- 1973 – Nach langen Jahren ein Wiedersehen mit meinem Bruder aus Bulgarien während einer kurzen Zwischenlandung in München
- 1974 – Schritte
- 1975 – Spielen in Deutschland
- 1977 – Dilettantische Lieder (8 видеочасти)
- 1980 – Zeige deine Wunde (в съавторство с Йозеф Бойс) (3 видеочасти)
- 1981 – Subjekt-Objekte – Fragmente (1979–1980) (5 видеочасти)